# فنگ شیائوگانگ
فنگ شیائوگانگ (چینی: 馮小剛؛ زادهٔ ۱۹۵۸ میلادی) کارگردان فیلم، بازیگر و فیلم‌نامه‌نویس اهل چین است.
از فیلم‌هایی که وی در آن نقش داشته است، می‌توان به پدر، آمرزش‌خوانی جنگ، خیاط سفارشی و جهانی بدون دزدان اشاره کرد.